# Cá tiểu bạc
Cá tiểu bạc là một loài cá đặc sản đặc biệt tại vùng lòng hồ thủy điện Thác Bà. Thông tin ghi nhận đây là loài cá sông tự nhiên xuất hiện từ tháng 8 năm 2007 trên hồ Thác Bà thuộc khu vực hai xã Mông Sơn và Phúc Ninh, huyện Yên Bình, tỉnh Yên Bái. Theo các tài liệu của một dự án nuôi cá thì đây là một loài cá nhỏ (kích thước từ 7–12 cm, khối lượng 250-300 g/1 con), thuộc họ cá tiểu bạc, có nguồn gốc từ Thái Hồ, Trung Quốc.